# 교육 재정
교육 재정(敎育財政, educational finance)은 국가나 또는 지방공공단체가 교육활동의 운영을 지원하기 위하여 경비를 조달(調達)하고 그것을 관리·사용하는 것이다.

## 개요
위와 같은 정의는 교육재정이 ① 그 성격상 공경제활동이라는 것, ② 교육활동의 지원을 목적으로 하는 수단이라는 것, ③ 교육경비의 조달과 운용을 내용으로 하는 것이라는 점을 나타낸다. 교육재정이 국가나 지방공공단체를 주체로 하여 행하여지는 공경제활동이라 함은 재정일반의 기본 성격에 관한 것이다. 재정은 화폐를 매개체로 하는 유통경제면에서 볼 때 가계중심의 사금융이나 사기업체 중심의 회사금융과 구별된다. 교육재정이 교육활동의 지원을 목적으로 하는 수단이라는 점은 현대국가에 있어서 교육활동은 고도의 공공성을 띠게 되었으며 교육경비의 부담에 있어서 수익자부담의 원칙에서 공비부담(公費負擔)의 원칙으로 이행되어가고 있다는 사실이다. 교육재정이 교육경비의 조달과 운용을 내용으로 한다 함은 그것이 교육비의 수입과 지출에 관한 예산, 예산의 집행과 회계, 결산과 감사 등 제영역을 포함한다는 것을 의미한다. 교육경비의 조달과 운용(運用)이란 좀 더 구체적으로 말하면 수입·보좌·지출은 물론 그 합법적 절차로서 회계 및 회계·지출의 적부(適否)와 합법성을 밝히는 감사활동까지 포함한다. 또 관점에 따라서 비품과 소모품의 구매와 관리도 재무행정에 포함시킬 수 있다.

### 교육행정과의 관계
교육재정과 교육행정을 대등개념(對等槪念)으로 보고 교육행정 속에 재정을 포함시키지 않는 논자(論者)도 있으나, 교육재정을 인사행정·시설행정 및 기타 영역의 행정과 마찬가지로 교육행정의 하위개념(下位槪念)으로 취급하고 교육행정의 한 영역으로 간주하는 것이 보다 타당하다. 교육재정을 교육행정과 대등한 입장에 내세우는 것은 교육재정이 모든 교육행정의 기반이 되며 교육행정의 내용과 규모를 결정하는 점에 비추어 그 중요성을 강조하려는 것으로서, 일면 타당성도 있으나 그와 같은 견해는 인사행정이나 조직관리에도 해당되는 일이며 교육재정의 정당한 위치를 인식하는 것이 못 된다. 교육재정은 교육목표 달성을 위한 기본적 지원조건 중의 하나로서 마땅히 교육행정의 일부분으로 간주되어야 하며, 교육행정의 현실면을 살펴보더라도 교육재정은 교육행정의 중요한 일부분으로 간주되고 있는 것이 사실이다. 또한 교육재정과 교육행정을 별개로 생각하는 논자 중에는 교육재정이 교육행정의 권외(圈外)에서 운영되고 있는 면이 많음을 지적하고 그것을 그대로 인정하려는 입장도 있는 것 같다. 그러나 교육재정은 인사행정과 더불어 교육행정의 중요한 영역으로서 교육행정 안에 포함시키는 것이 이론 체계상 정당하다.

### 교육재정과 학교재정
이 양자는 흔히 동의어로 혼용되고 있다. 특히 미국에서는 학교행정이라는 용어가 보다 보편화되어 있으며, 교육행정과 학교행정을 혼용하는 것과 마찬가지로 양자간의 구별이 명확하지 않다. 그러나 이 점에 관하여도 국가나 지방공공단체에 의한 행정을 교육행정이라 하고 학교단위의 행정을 학교행정이라고 보는 것과 궤(軌)를 같이 하여 중앙 및 지방교육 행정단계에 있어서의 재무행정을 교육재정이라 칭하고 학교재정이라는 용어는 학교단위의 재무행정에 적용하도록 하는 것이 개념의 혼동을 피하기 위하여 타당하다. 학교재정은 중앙 및 지방행정단위의 재무행정으로서의 교육재정의 중층적 구조하에서 운영되고 있다.

## 교육재정제도와 관계법령
헌법에서는 "학교교육 및 평생교육을 포함한 교육제도와 그 운영, 교육재정 및 교원의 지위에 관한 기본적인 사항은 법률로 정한다"고 규정하고 있는 바, 중앙정부의 교육재정은 예산회계법을, 지방자치단체의 교육재정은 지방재정법을 기본으로 하여 교육법·지방교육재정교부금법·교육세법 등의 규정에 따라 편성·집행하게 되고 사립학교의 경우에는 사립학교법의 규정에 따른다.

### 예산회계법
중앙교육행정기관인 교육부의 예산은 예산회계법이 정하는 바에 따라 편성·집행된다. 예산회계법의 규정에 의하면 교육부장관은 매년 2월 말까지 차기연도 신규사업 및 재정경제부장관이 정하는 주요 계속사업에 대한 사업계획서를 재정경제부장관에 제출하여야 하고, 재정경제부장관이 시달한 예산안 편성지침에 따라 그 소관에 속하는 차기연도의 세입세출예산·계속비·명시 이월비 및 국고채무부담행위 요구서(예산요구서)를 작성하여 매년 5월 31일까지 기획재정부장관에게 제출하여야 한다. 예산요구서에는 예산의 편성 및 예산관리기법의 편성에 필요한 서류를 첨부하여야 하는데, 기획재정부장관은 예산요구서에 의하여 예산안을 편성, 국무회의의 심의를 거쳐 대통령의 승인을 얻는다. 정부는 편성된 예산안을 회계연도 개시 90일 전까지 국회에 제출하여야 하고 국회는 회계연도 개시 30일 전까지 이를 의결하여야 한다. 국회에서 예산안이 확정되면 교육부장관은 사업운영계획 및 이에 의한 세입세출예산·계속비와 국고채무부담행위를 포함한 예산배정요구서를 기획재정부장관에게 제출, 예산을 배정받아 집행하게 된다.

### 지방재정법
지방재정법은 지방자치단체의 재정 및 회계에 관한 기본원칙으로 지방자치단체의 교육재정은 일반회계와 교육비 특별회계로 구성된다. 지방재정법에서는 동법의 규정 중 교육·과학 및 체육에 관한 사항 또는 교육비 특별회계에 관하여는 '지방자치단체의 장' '행정자치부장관'은 각각 '교육장' '교육부장관'으로 본다고 규정하여 교육법상의 '교육위원회' '교육장' 등 교육 자치행정의 독립성을 시현하고 있다.

### 교육법
교육법은 교육제도와 그 운영에 관한 기본법으로 제1장 총칙에서 국가와 지방자치단체는 교육재정의 안정적 확보를 위하여 적절한 시책을 강구하여야 한다고 규정하고 있다.

#### 지방교육재정
교육·학예에 요하는 경비는 교육에 관한 특별부과금·수수료·사용료·기타 교육·학예에 관한 재정수입, 지방교육재정교부금, 당해 지방자치단체의 일반회계로부터의 전입금 기타 교육·학예에 관한 수입으로 충당된다. 의무교육에 종사하는 교원의 봉급 전액과 기타 의무교육에 관련되는 경비에 대하여는 지방교육재정교부금법이 정하는 바에 의하여 국가가 부담하되, 다만 부득이한 경우에는 이 경비의 일부를 초등학교 교원양성기관의 경비(그 양성기관에 근무하는 교직원의 봉급·제 수당 및 연금부담금은 제외한다)로 사용할 수 있고 공립의 중학교(의무교육을 실시하는 중학교 제외)·고등학교·전문대학의 교원의 봉급 반액은 국고가 부담한다. 국가장학금 제도 역시 고등교육 단계에서 학생의 등록금 부담을 완화하기 위한 정부 재정 지원 정책 중 하나로 볼 수 있다.

이 경우 서울특별시가 설립·경영하는 학교의 교원은 예외로 하고 국고부담 이외의 봉급은 그 설치·경영하는 지방자치단체의 부담으로 하되, 지방교육재정교부금법이 정하는 바에 의하여 부담하는데, 동법에서는 이에 관해 다음과 같이 규정하고 있다. 의무교육기관을 제외한 공립의 각급학교 교원의 보수중 국가가 부담하는 교원의 봉급을 제외한 보수는 당해 지방자치단체의 교육비 특별회계에서 부담하되, 서울특별시 및 부산광역시에 있어서는 교육비 특별회계에서 부담하는 보수 중 봉급에 한하여 당해 지방자치단체 일반회계로부터의 전입금으로 충당한다. 서울특별시 및 부산광역시는 담배소비세의 30%에 해당하는 금액을 매회계연도 예산에 교육비 특별회계 전출금으로 계승하여야 하며, 추가경정예산에 의하여 담배소비세의 증감이 있을 경우에는 전출금도 이를 증감해야 하고 담배소비세 예산액과 결산액의 차액으로 인한 전출금의 차액은 이를 늦어도 차기연도의 예산에 계상하여 정산하여야 한다. 
일반회계로부터 전입된 금액은 당해 지방자치단체 관할구역 안은 자치구의 기타 경비(의무교육 경비 이외의 경비) 중 지방자치단체의 교육·학예·체육에 관한 경비(기준재정수입액이 기준재정수요액에 미달하는 경우에 그 미달액)에 우선 충당하고, 남은 금액은 당해 지방자치단체와 그 관할구역 안의 자치구 상호간의 교육재정조정재원으로 사용해야 하며 그 교육재정조정의 방법에 대하여는 교육부장관의 승인을 얻어야 한다. 교육법에서는 지방자치단체의 교육·학예에 관한 경비를 지변하기 위하여 당해 지방자치단체에 교육비 특별회계를 설치하고 국가는 지방자치단체의 교육비에 대하여 보조하여야 한다고 규정하고 있다. 또한 특별시·광역시·도는 시·군 및 자치구의 교육비에 대해 상당한 보조를 할 수 있으며 국고의 교육비 보조에 관한 사무는 교육부장관이 장리한다.

### 지방교육재정교부금법
지방자치단체가 교육기관 및 교육행정기관(그 소속기관을 포함한다)을 설치 경영함에 필요한 재원의 전부 또는 일부를 국가가 교부하여 교원의 균형있는 발전을 도모함을 목적으로 제정·공포된 법률.

### 교육세법
교육의 질적 향상을 도모하기 위하여 필요한 교육재정의 확충에 소요되는 재원을 확보함을 목적으로 제정된 법률(1990. 12. 31. 법률 4279호)이다.  
현행 교육세 세입액중 「유아교육지원특별회계법」 제5조제1항에서 정하는 금액 및 「고등ㆍ평생교육지원특별회계법」 제6조제1항에서 정하는 금액을 제외한 금액은 지방교육재정교부금법에 의한 보통교부금의 재원으로 사용된다.

### 사립학교법
사립학교의 학교재정은 사립학교법의 적용을 받는다. 동법에 의하면 학교법인이 그 기본재산을 매도·증여·임대·교환 또는 용도 변경하거나 담보에 제공하고자 할 때 또는 의무의 부담이나 권리의 포기를 할 때에는 감독청의 허가를 받아야 하며 학교교육에 직접 사용되는 학교법인의 재산 중 동시행령에서 정하는 것은 이를 매도하거나 담보에 제공할 수 없다고 규정하고 있다. 학교법인의 회계는 그가 설치·경영하는 학교에 속하는 회계와 법인의 업무에 속하는 회계로 구분하며, 학교에 속하는 회계는 교비회계와 부속병원회계(부속병원이 있는 경우에 한한다)로 구분할 수 있고 각 회계의 세입·세출에 관한 사항은 동시행령에 정하고 있다. 학교에 속하는 회계의 예산은 학교장이 편성하여 학교법인의 이사회가 심의·결정하고 학교장이 집행하되, 교비회계에 속하는 수입은 다른 회계에 전출하거나 대여할 수 없다(차입금의 원리금을 상환하는 경우는 제외). 학교법인의 회계연도는 그가 설치·경영하는 사립학교의 학년도에 따르며, 학교법인은 예산의 경우 매회계연도 개시 15일 이전에, 결산의 경우 매회계연도 종료 후 3월 이내에 감독청에 제출하여야 하고 감독청은 예산이 부당하게 편성되었다고 인정할 때에는 그 시정을 요구할 수 있다. 학교법인은 매회계연도 종료 후 2월 이내에 재산목록·대차대조표 및 수지계산서 기타 필요한 장부 또는 서류를 작성하여 이를 항시 그 사무소에 비치해야 한다. 학교법인의 예산편성요강·회계규칙 기타 예산 또는 회계에 관하여 필요한 사항은 교육부장관이 정하도록 사립학교 법에서는 규정하고 있다.

### 사립학교의 학교에 속하는 회계의 세입·세출
교비회계의 세입은 법령 또는 학칙에 의하여 학교가 학생으로부터 징수하는 입학금·수업료 및 입학수험료, 학사관계 제 증명수수료, 학교시설의 사용료 및 이용료, 다른 회계로부터 전입되는 전입금, 학생의 실험실습에서 생기는 생산품 등의 판매대금, 교비회계의 운용과정에서 생기는 이자수입, 교육용 기자재 등의 불용품 매각수입, 교비회계의 세출에 충당하기 위한 차입금, 기타 학교법인의 수입으로서 다른 회계에 속하지 아니 하는 수입 등이며 세출은 학교운영에 필요한 인건비 및 물건비, 학교교육에 직접 필요한 시설·설비를 위한 경비, 교원의 연구비, 학생의 장학금, 교육지도비 및 보건체육비, 세출에 충당하기 위해 차입한 금액의 상환원리금, 기타 학교교육에 직접 필요한 경비이다. 부속병원회계의 세입은 진료수입, 일반업무회계로부터 전입되는 전입금, 부속병원회계의 운용과정에서 생기는 이자수입, 부속병원회계의 세출에 충당하기 위한 차입금, 기타 부속병원의 운영에 따른 제수입이며 세출은 부속병원 운영에 필요한 인건비, 부속병원 관리·운영과 진료에 필요한 물건비, 부속병원에 직접 필요한 시설·설비를 위한 경비, 교비회계 또는 일반업무회계로의 전출금, 세출에 충당하기 위해 차입한 금액의 상환원리금, 기타 부속병원의 운영에 필요한 경비로 한다. 상기한 바처럼 학교법인의 회계는 학교에 속하는 회계와 법인의 업무에 속하는 회계로 구분하는데, 교비회계에 속하는 수입은 차입금의 원리금상환의 경우를 제외하고는 다른 회계에 전출하거나 대여할 수 없다.

## 교육경비와 수입의 분류

### 교육경비의 분류
일반적으로 교육경비라 하면 교육·학예에 관한 활동을 재정적으로 지원하기 위해 국가나 지방자치단체가 지출하는 공교육비(公敎育費)를 의미한다. 보다 넓은 의미의 교육비 중에는 학부형들이 부담하는 사교육비까지 포함되겠으나, 교육재정의 대상이 되는 교육경비 중에는 공교육비만을 포함시키는 것이 통례이다. 교육경비 중에는 교육행정비·학교교육비·사회교육비 기타 학예비(문화·체육비 포함) 등이 포함되며, 교육부나 지방교육행정기관에서 예산에 계상(計上)하는 모든 경비를 의미한다. 대한민국 예산상 경비의 구분을 보면 먼저 일반회계와 특별회계로 구분하며, 다음에 이를 경상계정(經常計定)과 자본계정으로 분류하고 있다. 그 내용에 들어가면 다시 기능별·성질별 또는 기관별로 장(章)·관(款)·항(項)으로 구분하고, 각 항에 대해선 목적별 분류를 하고 있다. 따라서 예산상 교육경비의 분류는 조직체별 분류와 기능별 분류 및 목적별 분류를 절충한 것이라 할 수 있다. 교육부 소관 예산상의 교육경비 분류에 있어서 장·관·항의 명칭과 대한민국 세출예산에 통용되고 있는 '목(目)'의 명칭 중 교육예산에 관련되어 있는 것을 표시하면 다음과 같다. 교육경비를 분류함에 있어서는 그 목적에 따라 여러 가지 방법이 사용될 수 있다. 미국이나 일본에서는 기능별 분류방법이 표준화되고 있어서 교육재정의 합리적 운영에 크게 이바지하고 있으나, 대한민국에서는 아직도 기능적 분류방법이 발달되지 못하고 있다. 전형적인 기능별 분류방법에 따르면 교육경비는 소비적·자본적 지출 및 채권상환비로 나뉘며, 앞의 양자는 다시 소항목으로 나뉜다. 그리고 세부항목은 목적별 분류방식을 따르게 된다.

### 교육수입의 원천
국가나 지방자치단체가 교육경비의 재원으로 삼는 제 수입을 교육수입이라 한다. 이것은 일반적으로 공비수입(公費收入)을 의미하는 것이나 보다 더 광의의 교육수입 중에는 각종의 사비수입(私費收入)이 포함될 수 있다. 기성회비(期成會費)·후원회비·사친회비·학생회비·육성회비(育成會費)·개인 기부금 등은 사비교육수입이라고 할 수 있으나 기성회비의 예에서 보는 바와 같이 공비수입과 사비수입의 구분이 명확치 않다. 교육수입은 이 밖에도 상이한 기준에 의해 여러 가지 방법으로 분류될 수 있다. 수입의 규칙성을 기준으로 하면 규칙적으로 매년 반복하여 유입(流入)되는 것은 경상수입(經常收入)이다. 조세수입·관업(官業)수입·사용료·수수료·수업료·육성회비 등은 경상수입이며, 공채(公債)·물품매각대금·기부금 등은 임시수입이라 할 수 있다. 국가권력의 강제적 작용 여부를 기준으로 한다면, 임외적 수입(예：공채와 기부금)과 강제적 수입(예：조세와 수업료)을 구별할 수 있고, 그 수입이 특정경비지출을 위한 것이냐 아니냐를 기준으로 하면 목적수입(한시적인 교육세)과 일반수입(예：일반 조세)을 구별할 수 있다. 또한 수입이 고정되어 있느냐, 급격한 증감이 있을 수 있느냐에 따라서 확정수입과 불확정수입으로 나눌 수 있다. 예를 들어 오늘날 지방 교육재정에 있어서 일반회계로부터의 전입금(轉入金)은 일종의 불확정수입으로서 하나의 문제점이 되고 있다. 
오늘날 대한민국에 있어서 교육예산은 정부예산에 관한 단일성의 원칙과 수지간(收支間)의 담보금지의 원칙이 적용됨으로써 거의 전액이 일반회계에 계상되어 있으며, 따라서 조세수입을 대종(大宗)으로 하는 일반 재정수입을 세입의 재원으로 하고 있다. 지방교육재정의 재원으로서는 교육법 제68조에 명시된 대로 ① 교육에 관한 특별부과금·수수료·사용료, 기타 교육·학예에 관한 재산수입, ② 지방교육재정교부금, ③ 당해 지방자치단체의 일반회계로부터의 전입금, ④ 기타 교육에 속하는 수입이 있다. 
지방교육비의 세입예산에 계상되어 있는 수입으로는 ① 재산수입, ② 사용료 및 수수료, ③ 지방교육재정교부금, ④ 보조금, ⑤ 기부금, ⑥ 과년도(過年度) 수입, ⑦ 전입금, ⑧ 지방교육채, ⑨ 잡수입, ⑩ 이월금(移越金) 등이 있다. 
교육수입의 확보는 교육재정의 기본과제로서 일반세입의 증액뿐 아니라 ① 교육기금제도, ② 수업료·사용료·수수료 등의 징수제도, ③ 교육공채제도(敎育公債制度), ④ 교육예산의 비율 설정, ⑤ 교육비 전액 국고부담제도, ⑥ 보조금제도, ⑦ 교육세제도, ⑧ 특별부과세제도, ⑨ 교육평형교부금제도(敎育平衡交付金制度), ⑩ 사친회비·육성회비·기성회비의 징수제도, ⑪ 기부금 모집 등을 통하여 확정재원(確定財源)을 보장하려는 움직임이 강렬하며, 이 모든 방법은 교육수입의 원천으로서 여러 나라에서 광범히 활용되고 있다. 대한민국에 있어서도 모든 가능한 방법을 활용하여 교육수입을 확보해야 할 것이다.
1. ↑  2025년 국가장학금 신청 정보 – 허니팁매거진
2. ↑  2025년 국가장학금 2차 신청 가이드 – 테슬라이